# Josef Tomášek (agrární politik)
Josef Tomášek (19. března 1878 Chlum – 18. listopadu 1926 Chyšky) byl český a československý politik, poslanec Revolučního národního shromáždění za agrárníky. Původně působil jako učitel v obci Chyšky, kde se zasloužil o lokální pozemkovou reformu, provedenou již před 1. světovou válkou.

## Biografie
Narodil se ve vsi Chlum do rodiny rolníka Matěje Tomáška. V obci Chyšky v letech 1898–1912 vyučoval na místní škole. Zde se roku 1904 oženil s Žofií Boháčovou a také významně zasáhl do života místního lidu, když se zasloužil o provedení lokální pozemkové reformy již před 1. světovou válkou.
Podařilo se mu přesvědčit zprvu správce, který v nepřítomnosti vedl hospodářství majitelky nadějkovského panství, a později v roce 1911 i samotnou hraběnku Karolínu Vratislavovou z Kokořova, aby rozparcelovala dvorec v Růžené. Tyto pozemky byly za příznivou cenu odprodané 84 dlouholetým nájemcům. Chalupníci a drobní rolníci v Chyškách, Růžené, Květuši, Chlístově mohli pracovat na svých pozemcích. Sám posléze stejným způsobem zakoupil a také rozdělil další část pozemků. Po ukončení učitelské činnosti se věnoval hospodaření, byl členem několika správních rad a komisí. Nemalou měrou se zasloužil o rozvoj tohoto kraje.
Od roku 1919 zasedal v Revolučním národním shromáždění. Mandát nabyl na 93. schůzi v prosinci 1919. Byl profesí učitelem ve výslužbě v Malé Chýšce u Milevska (dnes Chyšky).
V polovině 20. let působil jako předseda okresní správní komise v Milevsku.
Zemřel v listopadu 1926. Byl pohřbený na místním hřbitově.